# Felix Delastelle
Felix Marie Delastelle (Saint-Malo, 2 januari 1840 – 2 april 1902) was een Fransman bekend om de uitvinding van verschillende polygrafische substitutiemethoden waaronder het bifid-, het trifid- en het vier-vierkantencijfer.
Een publicatie van zijn werk verscheen in 1902. In dit 156 pagina's tellende werk, Traité Élémentaire de Cryptographie, gaf Delastelle uitvoerige beschrijvingen van de werking van bepaalde systemen en beschuldigde de tot dan toe verschenen werken ervan "alleen cataloga te zijn zonder enige diepgang". Dit werk was een aanzienlijke uitbreiding van de in 1859 in Mathematical Monthly verschenen omschrijvingen van fractionerende versleutelingen van de hand van de Amerikaanse wiskundige en astronoom Pliny Earle Chase